# Сен-Сирг-ла-Лутр
Сен-Сирг-ла-Лутр (фр. Saint-Cirgues-la-Loutre, окс. Sent Cirgues la Loira) — коммуна во Франции, находится в регионе Лимузен. Департамент — Коррез. Входит в состав кантона Сен-Прива. Округ коммуны — Тюль.
Код INSEE коммуны — 19193.
Коммуна расположена приблизительно в 420 км к югу от Парижа, в 110 км юго-восточнее Лиможа, в 34 км к юго-востоку от Тюля.

## Население
Население коммуны на 2008 год составляло 196 человек.
| 1962 | 1968 | 1975 | 1982 | 1990 | 1999 | 2008 |
| ---- | ---- | ---- | ---- | ---- | ---- | ---- |
| 339  | 362  | 304  | 267  | 230  | 188  | 196  |

## Экономика
В 2007 году среди 104 человек в трудоспособном возрасте (15-64 лет) 65 были экономически активными, 39 — неактивными (показатель активности — 62,5 %, в 1999 году было 64,9 %). Из 65 активных работали 64 человека (32 мужчины и 32 женщины), безработным был 1 мужчина. Среди 39 неактивных 5 человек были учениками или студентами, 25 — пенсионерами, 9 были неактивными по другим причинам.

## Достопримечательности
- Церковь Сен-Сир-Сер-Жюлит (XV век). Памятник истории с 1928 года[3]

## Фотогалерея

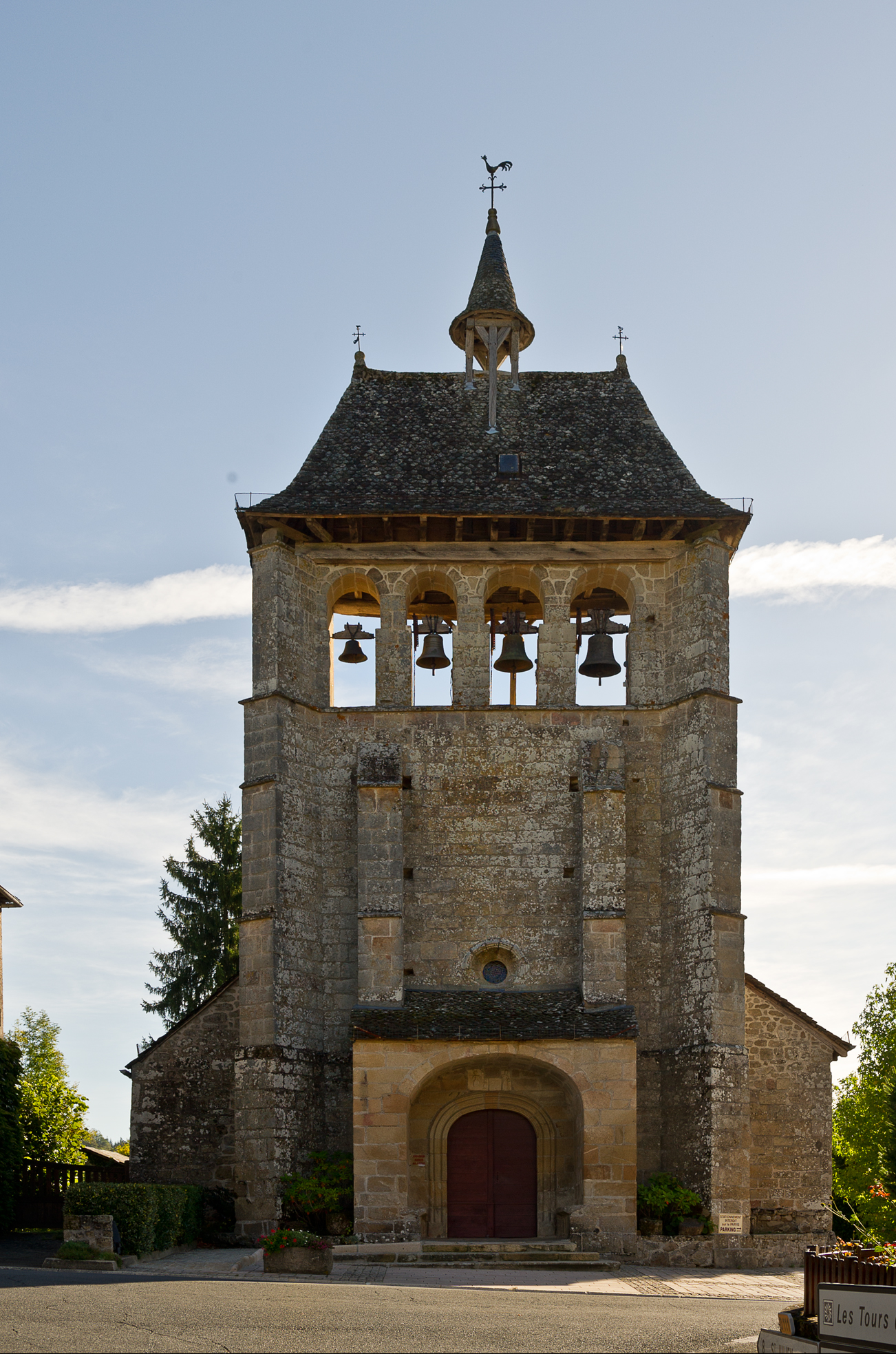
Церковь Сен-Сир-Сер-Жюлит
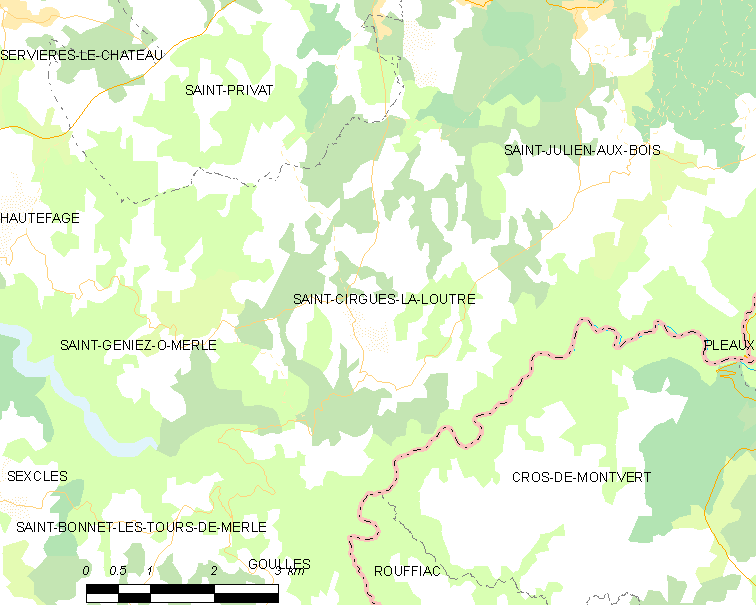
Карта коммуны